# 店仔頂

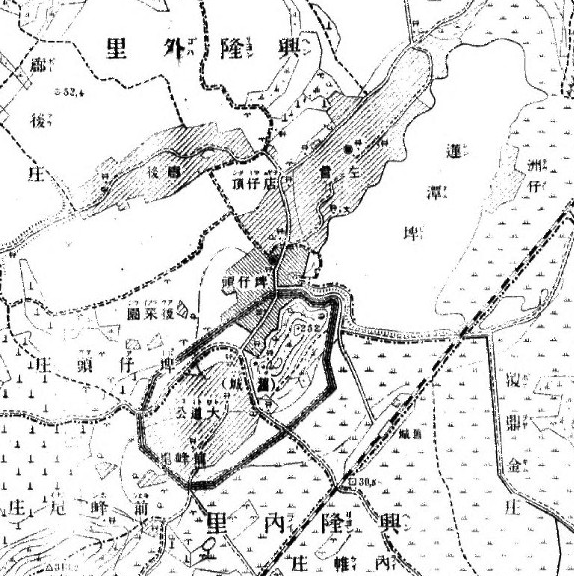
20世紀初《台灣堡圖》中的店仔頂聚落。

店仔頂，是台灣高雄市左營區內的一個聚落，約在今店仔頂路及店仔頂街一帶。

## 設施
- 鳳邑舊城城隍廟
- 遠東戲院(已倒閉多年，位於店仔頂路81號)
- 左營店仔頂慈德宮(店仔頂公廟)